# Serral de Coll Lligó
La Serral de Coll Lligó és una serra situada entre els municipis d'Avinyó i de Sant Feliu Sasserra, a la comarca catalana del Bages, amb una elevació màxima de 582 metres.